# Janolus
Janolus Bergh, 1884 è un genere di molluschi nudibranchi della famiglia Janolidae.

## Tassonomia
Il genere comprende le seguenti specie:
- Janolus anulatus Camacho-Garcia & Gosliner, 2006
- Janolus australis Bergh, 1884 - specie tipo
- Janolus chilensis M. A. Fischer, Cervera & Ortea, 1997
- Janolus comis Er. Marcus, 1955
- Janolus eximius M. C. Miller & Willan, 1986
- Janolus faustoi Ortea & Llera, 1988
- Janolus flavoanulatus Pola & Gosliner, 2019
- Janolus gelidus Millen, 2016
- Janolus hyalinus (Alder & Hancock, 1854)
- Janolus ignis M.C. Miller & Willan, 1986
- Janolus incrustans Pola & Gosliner, 2019
- Janolus kinoi Edmunds & Carmona, 2017
- Janolus mirabilis Baba & Abe, 1970
- Janolus mokohinau M.C. Miller & Willan, 1986
- Janolus mucloc (Er. Marcus, 1958)
- Janolus rebeccae Schrödl, 1996
- Janolus savinkini Martynov & Korshunova, 2012
- Janolus toyamensis Baba & Abe, 1970
- Janolus tricellariodes Pola & Gosliner, 2019

Sinonimi
- Janolus barbarensis (J.G. Cooper, 1863) = Antiopella barbarensis (J.G. Cooper, 1863)
- Janolus capensis Bergh, 1907 = Antiopella capensis (Bergh, 1907)
- Janolus costacubensis Ortea & Espinosa, 2000 = Janolus comis Er. Marcus, 1955
- Janolus cristatus (Delle Chiaje, 1841) = Antiopella cristata (Delle Chiaje, 1841)
- Janolus fuscus O'Donoghue, 1924 = Antiopella fusca (O'Donoghue, 1924)
- Janolus longidentatus Gosliner, 1981 = Antiopella longidentata (Gosliner, 1981)
- Janolus nakaza (Gosliner, 1981) = Bonisa nakaza Gosliner, 1981
- Janolus novozealandicus (Eliot, 1907) = Antiopella novozealandica Eliot, 1907
- Janolus praeclarus (Bouchet, 1975) = Antiopella praeclara Bouchet, 1975